# Vrchoslavice
Vrchoslavice – gmina w Czechach, w powiecie Prościejów, w kraju ołomunieckim. Według danych z dnia 1 stycznia 2012 liczyła 620 mieszkańców.
Składa się z dwóch części:
- Vrchoslavice
- Dlouhá Ves